# Edificio de la Caja de Jubilaciones y Pensiones
El Edificio de la Caja de Jubilaciones y Pensiones es un edificio de la ciudad de Montevideo el cual sirve para alberga a las principales dependencias y al directorio del Banco de Previsión Social. 

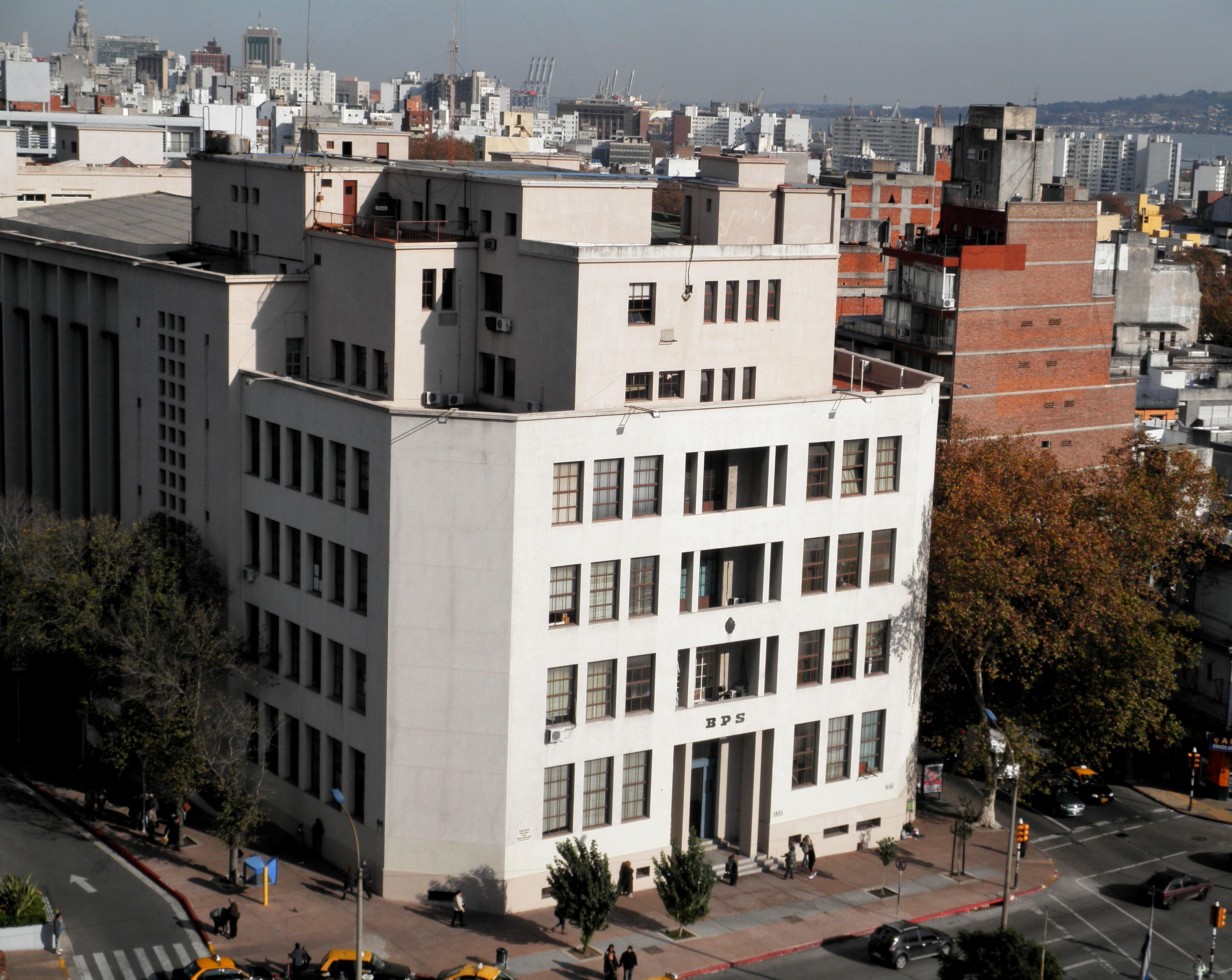
Visto desde el Edificio Anexo del Banco de Previsión Social

## Construcción
Construido en los años treinta por los arquitectos Beltrán Arbeleche y Miguel Ángel Canale para albergar a la entonces Caja de Jubilaciones y Pensiones, la cual a partir de la promulgación de la Constitución de 1967 se transformaría en el Banco de Previsión Social.